# Sojus MS-19
Sojus MS-19 ist ein Flug eines russischen Sojus-Raumschiffs zur Internationalen Raumstation (ISS). Im Rahmen des ISS-Programms trägt der Flug die Bezeichnung ISS AF-65S. Es ist der 171. Flug im Sojus-Programm und der 64. Besuch eines Sojus-Raumschiffs an der ISS. Außerdem ist es der erste Flug seit Sojus TM-30 21 Jahre zuvor, an dem nur Russen mitreisen.
Beim Hinflug war neben dem Raumschiffkommandanten ein Regisseur und eine Schauspielerin an Bord, die bei einem Kurzaufenthalt auf der ISS Dreharbeiten für einen Spielfilm durchführten. Der Film trägt den Arbeitstitel Вызов (Wysow, russisch für Herausforderung).

## Besatzung und Passagiere

### Auswahl
Ursprünglich waren für diesen Flug die Kosmonauten Anton Schkaplerow, Andrei Babkin und Muchtar Aimachanow vorgesehen, später wurde Aimachanow durch Sergei Korsakow ersetzt. Roskosmos ging im September 2020 jedoch eine Kooperation mit dem russischen Fernsehsender Perwy kanal (auch Channel One genannt) ein, um Filmaufnahmen auf der ISS zu ermöglichen.
In einem breit angelegten Casting mit rund 3000 Bewerberinnen wurde nach medizinischen und künstlerischen Kriterien eine Schauspielerin ausgewählt. Dabei setzte sich am 13. Mai 2021 Julija Peressild durch, die zusammen mit Regisseur Klim Schipenko für etwa zwei Wochen an Bord der ISS leben und arbeiten sollte. Die zweitplatzierte Aljona Mordowina gehörte zusammen mit Kameramann Alexei Dudin zur Ersatzmannschaft. Außerdem wurden mit Dmitri Petelin und Sergei Korsakow zwei Kosmonauten als weitere Ersatzmannschaft nominiert.

### Startmannschaft
| Position             | Besatzung                                               |
| -------------------- | ------------------------------------------------------- |
| Kommandant           | Anton Nikolajewitsch Schkaplerow, Roskosmos 4. Raumflug |
| Raumflugteilnehmer   | Klim Alexejewitsch Schipenko (Perwy kanal) 1. Raumflug  |
| Raumflugteilnehmerin | Julija Sergejewna Peressild (Perwy kanal) 1. Raumflug   |

### Ersatzmannschaft
| Position             | Besatzung                                          |
| -------------------- | -------------------------------------------------- |
| Kommandant           | Oleg Germanowitsch Artemjew, Roskosmos 4. Raumflug |
| Raumflugteilnehmer   | Alexei Dudin (Perwy kanal) 1. Raumflug             |
| Raumflugteilnehmerin | Aljona Mordowina (Perwy kanal) 1. Raumflug         |

### Weitere Ersatzmannschaft
| Position      | Besatzung                                              |
| ------------- | ------------------------------------------------------ |
| Kommandant    | Dmitri Alexandrowitsch Petelin, Roskosmos 1. Raumflug  |
| Bordingenieur | Sergei Wladimirowitsch Korsakow, Roskosmos 1. Raumflug |

### Rückkehrbesatzung
| Position      | Besatzung                                               |
| ------------- | ------------------------------------------------------- |
| Kommandant    | Anton Nikolajewitsch Schkaplerow, Roskosmos 4. Raumflug |
| Bordingenieur | Pjotr Walerjewitsch Dubrow, Roskosmos 1. Raumflug       |
| Bordingenieur | Mark Thomas Vande Hei, NASA 2. Raumflug                 |

## Flugverlauf
Die Sojus-Rakete startete wie geplant und brachte das Raumschiff nach knapp neun Minuten in eine Umlaufbahn mit einem Perigäum von 199,84 Kilometern und einem Apogäum von 242,60 Kilometern bei einer Bahnneigung von 51,6° und einer Umlaufzeit von 88,64 Minuten. Schon nach zwei Erdumläufen näherte sich Sojus MS-19 der ISS. Die Kopplung sollte eigentlich automatisch erfolgen, als jedoch Probleme im Dockingsystem Kurs auftraten, wurde es abgeschaltet und Kommandant Schkaplerow führte die Kopplung per Handsteuerung durch. Gegen 15:00 Uhr (UTC) stiegen die drei Raumfahrer in die ISS um. Die Rückkehr erfolgte am 30. März 2022.